# Nationales Hafenkonzept 2015

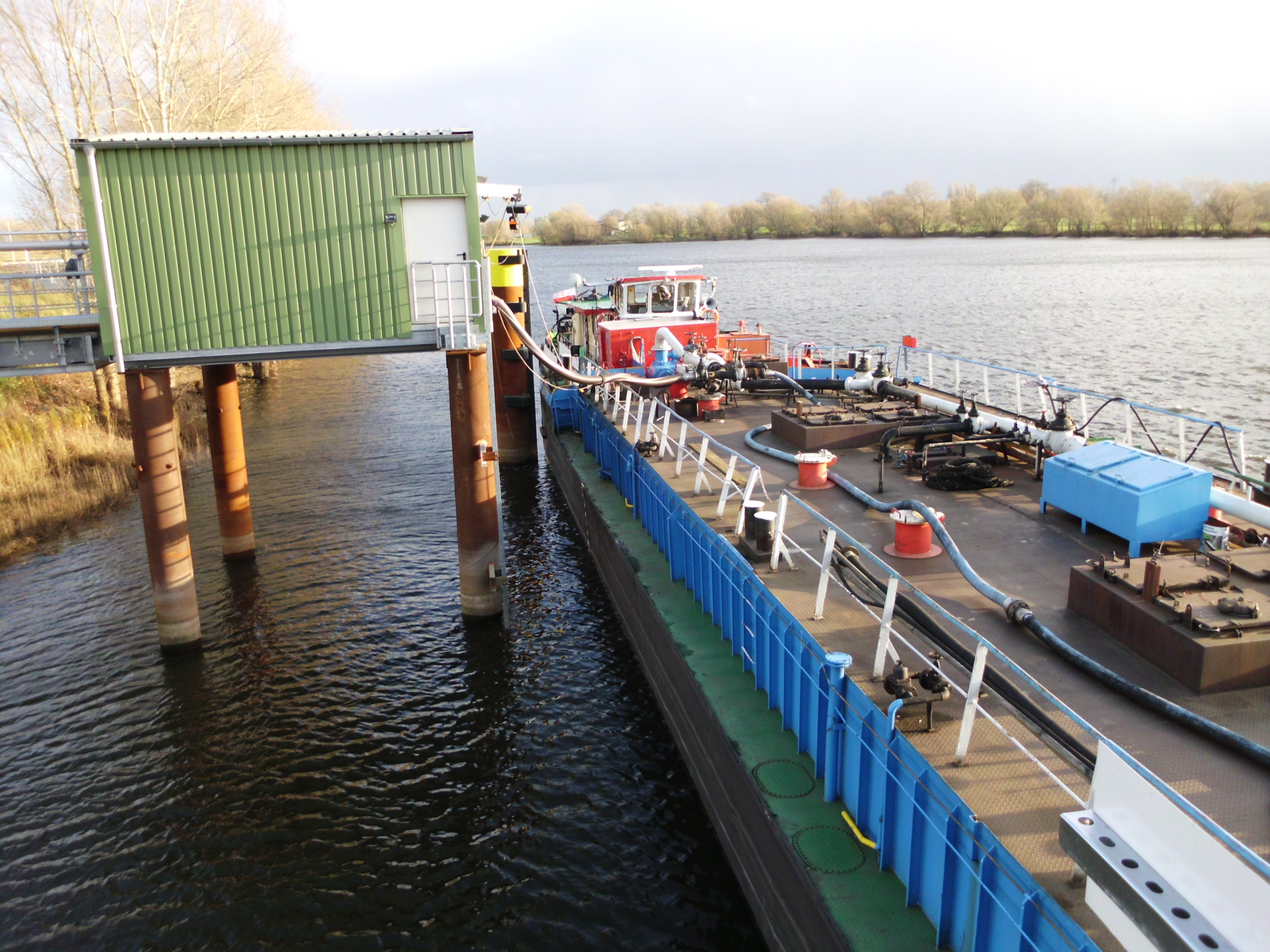
Binnenhafen Wittenberge an der Elbe

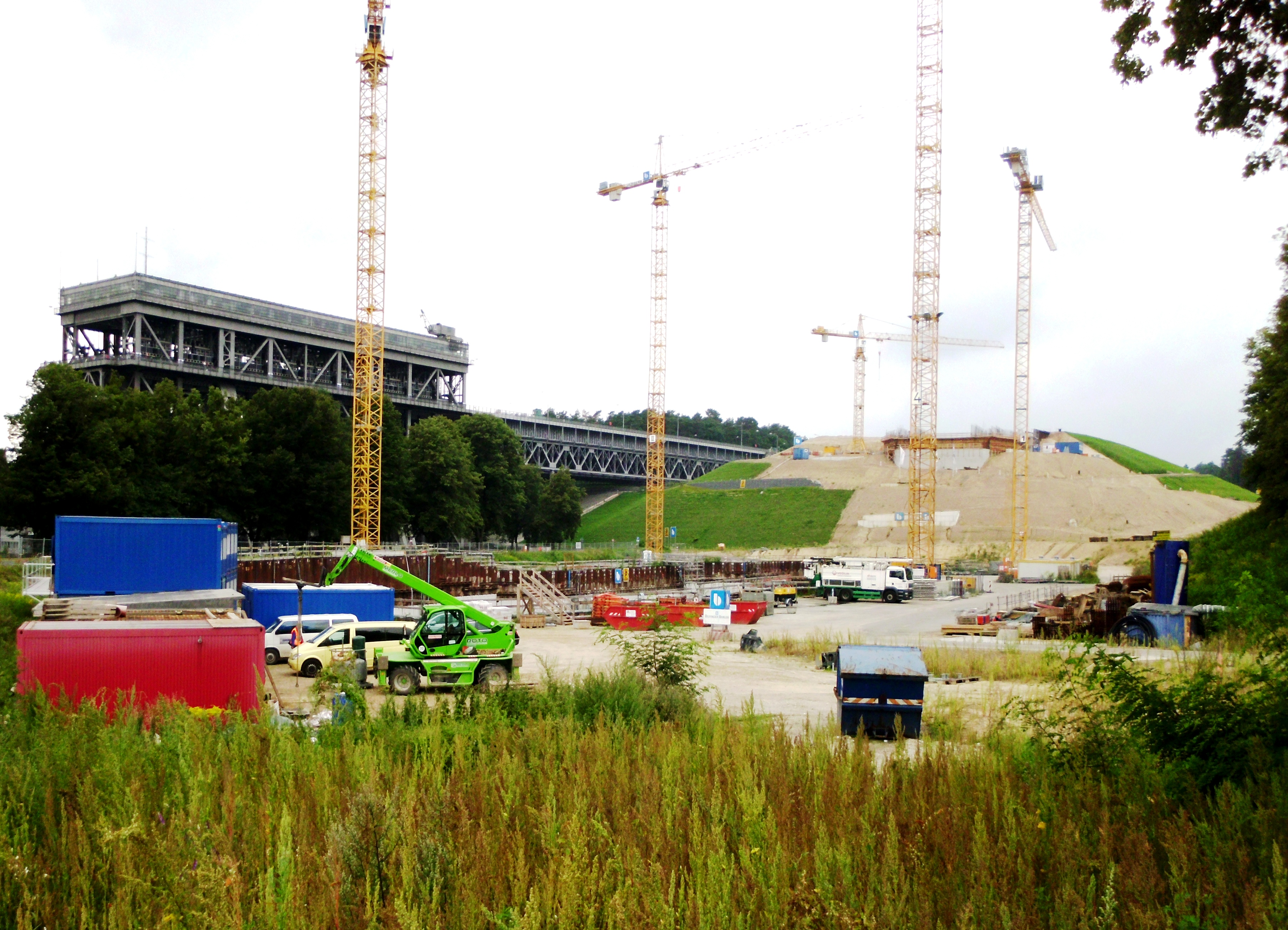
Wichtige Infrastrukturprojekte

Das Nationale Hafenkonzept 2015 der Bundesrepublik Deutschland umzusetzen, ist Aufgabe der Steuerungsgruppe, bestehend aus den Präsidenten der wichtigsten Hafen-, Logistik- und Wirtschaftsverbände sowie jeweils einen Staatssekretär oder Vertreter der Binnenländer, der Nordseeanrainer- und der Ostseeanrainerländer.

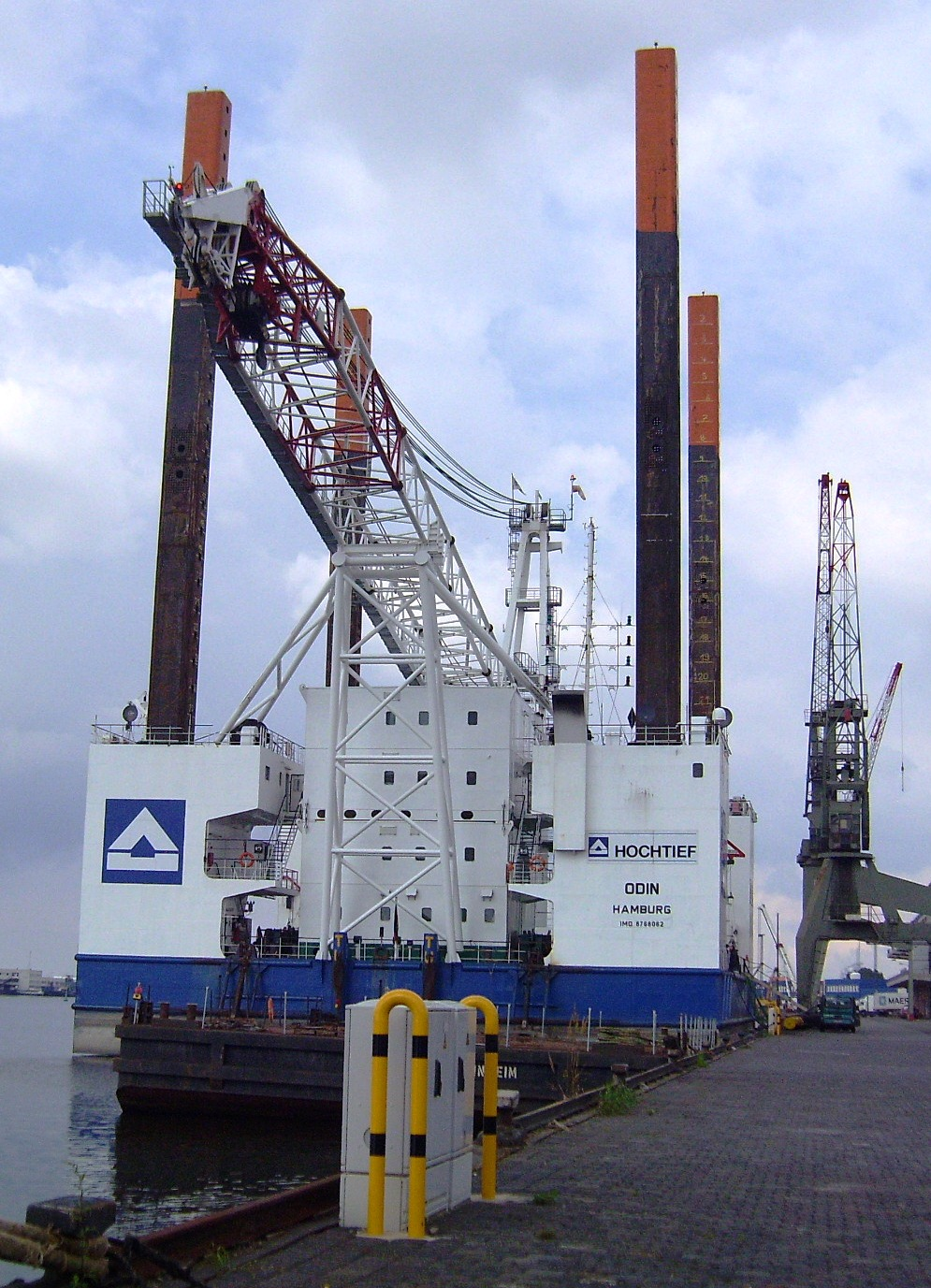
Offshorelogistik, Offshore Wind für neue Arbeitsplätze in den
Hafenstandorten: Odin, ein Errichterschiff von Hochtief in Bremerhaven

## Rolle der See- und Binnenhäfen
Die deutschen See- und Binnenhäfen sind von großer Bedeutung, das gilt als Umschlagseinrichtung sowie als Logistikdienstleister und Wachstumsmotoren für die gesamte Volkswirtschaft. Ohne die Häfen wäre die Rolle von Deutschland als eine der führenden Exportnationen nicht möglich, denn fast alle Wirtschaftszweige sind auf funktionierende Häfen angewiesen. Die deutschen exportorientierten Unternehmen sind über die Häfen mit den Weltmärkten verbunden. Rund ein Viertel des deutschen Außenhandels wird über die großen Universalhäfen Hamburg und Bremen/Bremerhaven abgewickelt. Mit den Schwerpunkthäfen in Niedersachsen und den Fährhäfen der Ostsee bietet die deutsche Hafenwirtschaft weitere wichtige Angebote an logistischen Dienstleistungen für den Europaverkehr und schnelle RoRo-Verbindungen.
Immer mehr Güter, die für die Straße oder Bahn zu groß oder zu schwer sind, finden ihren Weg über die Binnenhäfen zu den Seehäfen. Umgekehrt werden Energie-, Bau- und Brennstoffe sowie Erze von den Seehäfen zu den Raffinerien und Stahlwerken an den Wasserwegen transportiert. So sorgen See- und Binnenhäfen an den jeweiligen Standorten für den reibungslosen Güterverkehr und viele Arbeitsplätze. Sie sind der Motor für die wirtschaftliche Entwicklung ganzer Regionen. Das Nationale Hafenkonzept 2009 vom Bund und den Ländern hat zum Erfolg der deutschen See- und Binnenhäfen beigetragen, hat die Wettbewerbsfähigkeit der Häfen weiter verbessert und war eine verlässliche Grundlage für das politische und wirtschaftliche Handeln der Standorte.

## Nationales Hafenkonzept 2015
Das Nationale Hafenkonzept 2009 war Teil des 2008 veröffentlichten Masterplans Güterverkehr und Logistik und die darin durchgeführten Maßnahmen haben die internationale Wettbewerbsfähigkeit der See- und Binnenhäfen verbessert. Die Bundesländer, die Hafen- und Logistikwirtschaft und die Gewerkschaften haben sich für die Weiterentwicklung zum Nationalen Hafenkonzept 2015 ausgesprochen und waren an der Erarbeitung beteiligt. Damit wurde die Hafenpolitik bis 2025 festgeschrieben.

## Ziele des Nationalen Hafenkonzepts 2015
Die wichtigsten Ziele des Nationalen Hafenkonzepts sind:
- Substanzerhaltung und Modernisierung der Häfen,
- Senkung der Transportkosten
- Optimierung des Verkehrsflusses
- Verbesserung der Transporte bezügl. Zuverlässigkeit und Pünktlichkeit
- Optimierung der Integration von intermodalen Verkehrsknoten wie Flughäfen, Häfen, KV-Terminals.

Werden Teile des zeitunkritischen Güterverkehrs von der Straße auf die Schiene und Wasserstraße verlagert, lassen sich erhebliche Mengen an Treibhausgasemissionen einsparen. Dazu wird ein dichtes Netz von starken See- und Binnenhäfen benötigt, um Schiffe unter Berücksichtigung geltender Regeln und des Umweltschutzstandards zu laden und zu löschen. Zur zukünftigen Entwicklung gehört eine ausreichende Flächenverfügbarkeit Daher werden in dem Hafenkonzepts 2015 weitere Ziele des Nationalen Hafenkonzepts genannt:
- die Güter auf den Schienen und den Wasserwegen statt auf der Straße zu transportieren sowie den
- Kurzstreckenseeverkehr und die Binnenschifffahrt alternativ zum Straßentransport nachhaltig zu stärken sowie
- den Binnenhäfen bei der Lösung von Problemen wie auch bei der Beschaffung der notwendigen Flächen zu helfen

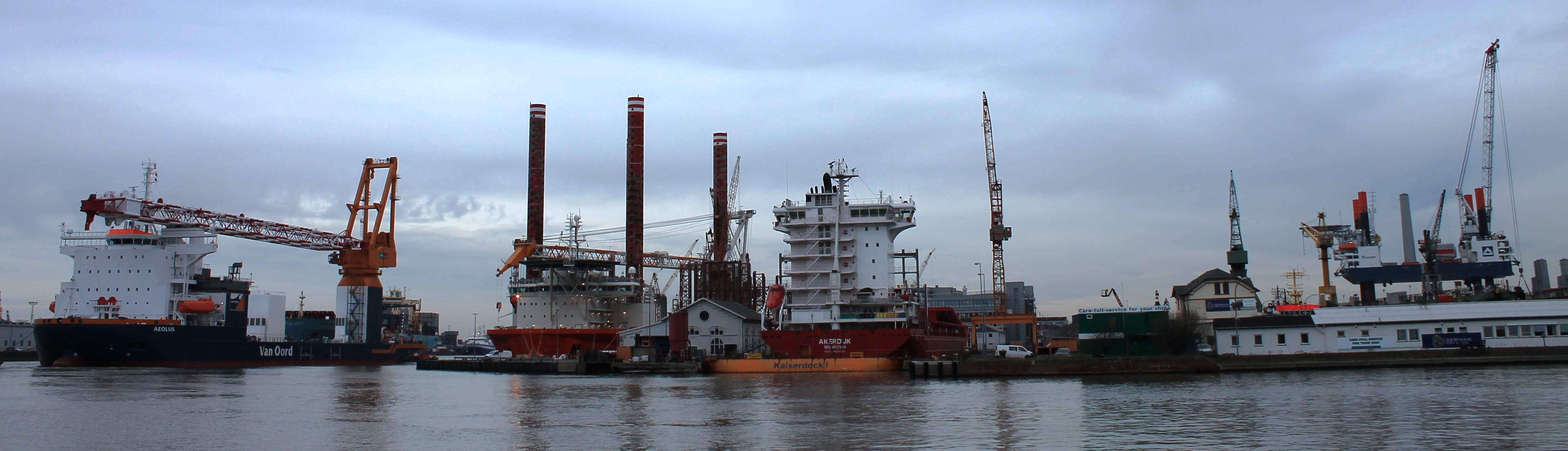
Infrastruktur: Neubau- und Reparaturwerften in Bremerhaven

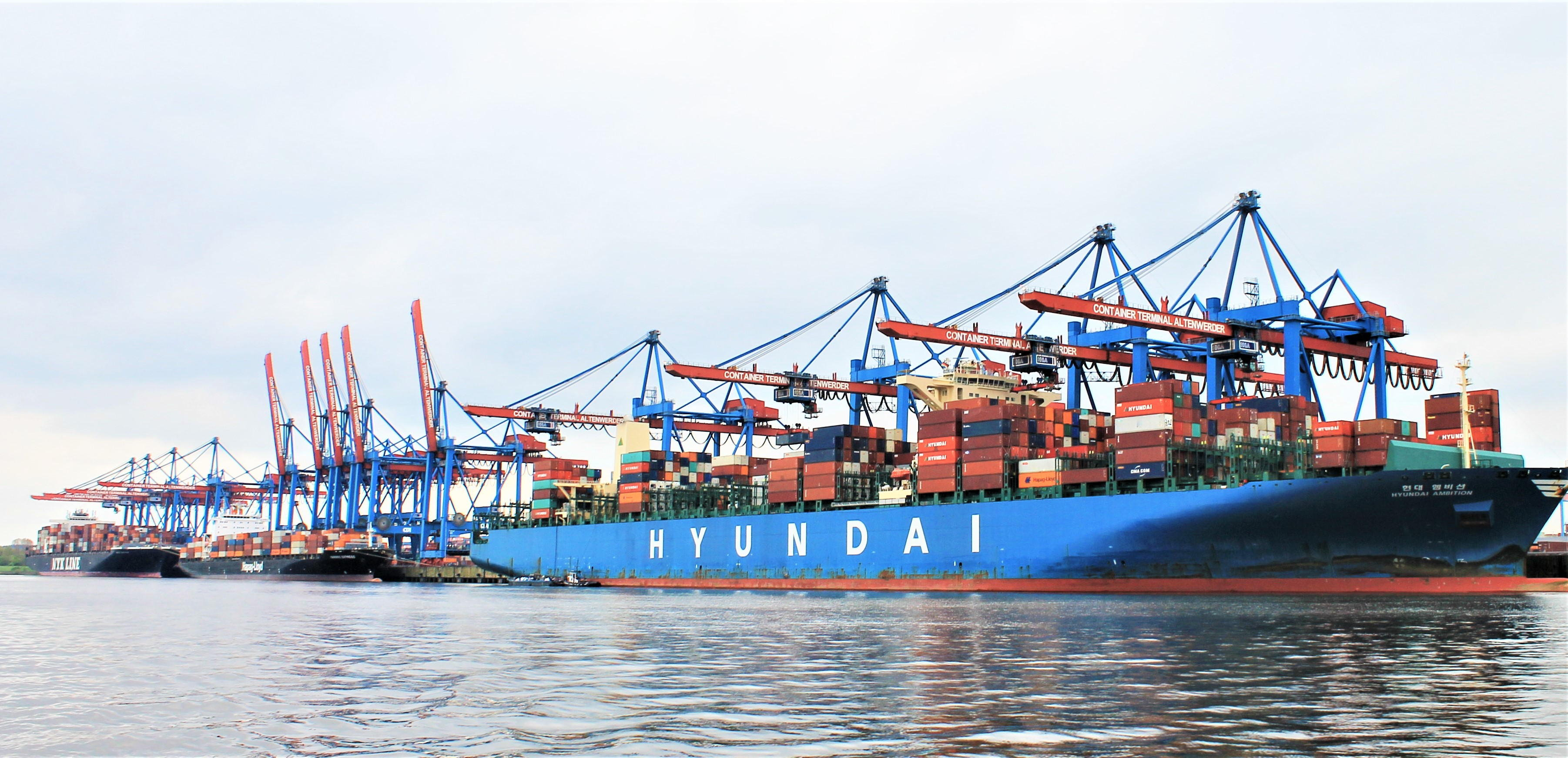
Wettbewerb um Containerschiffslinien, Containerterminal Altenwerder in Hamburg

## Maßnahmen für das Nationale Hafenkonzept 2015.
Im Folgenden werden die Maßnahmen an zwei Beispielen angesprochen.

### Beispiel 2: Maßnahmen zur Verbesserung der Wettbewerbsfähigkeit der See- und Binnenhäfen
Beschreibung der Maßnahmen zu Punkt 2
Zitat

„
- 1 der bedarfsgerechte Ausbau der hafenbezogenen Infrastruktur,
- 2 die Verbesserung der Wettbewerbsfähigkeit der See- und Binnenhäfen,
- 3 Maßnahmen für die internationale und europäische Hafenpolitik
- 4 Maßnahmen für den Umwelt- und Klimaschutz,
- 5 die gute Ausbildung und Beschäftigung,
- 6 die Gewährleistung angemessener Sicherheit und Gefahrenabwehr und
- 7 die bessere Zusammenarbeit von Bund und Ländern in der Hafenpolitik.“

- Der Bund wird gemeinsam mit den Ländern und der Hafenwirtschaft ein Kernnetz von Binnenhäfen, Güterverteilzentren und Rangierbahnhöfen identifizieren, die besonders geeignet sind, Seehafenaufgaben zu übernehmen. Dabei orientiert er sich an den TEN-T-Korridoren, den im TEN-T-Netz festgelegten Kern- und Ergänzungshäfen sowie am Gutachten zur Erhöhung der Wettbewerbsfähigkeit der Binnenhäfen91.
- Der Bund wird prüfen, welche Investitionen in die Hinterlandanbindungen der Kernnetzhäfen vorrangig erfolgen sollten.

### Auswirkungen
Zielgerichtete Investitionen in die Verkehrsinfrastrukturen und Vernetzung von Binnenhäfen, Güterverteilzentren und Rangierbahnhöfen führen zur Verbesserung und Entlastung. Eine bessere Straßenverkehrsinfrastruktur ermöglicht die Optimierung der Logistikketten und Erhöhung der Beschäftigungspotenziale.

### Verantwortung
Verantwortlich sind Bund, Länder und die Hafenwirtschaft

### Haushaltsrelevanz
Die Finanzierung erfolgt im Rahmen der verfügbaren Haushaltsmittel.

### EU-Relevanz
Die Maßnahmen stützen die Entwicklung des Binnenmarkts und die Schaffung von Arbeitsplätzen und
entsprechen den Zielen der  TEN-Politik der EU (TEN-V).

### Umsetzungszeiträume
Umsetzung der Maßnahmen bis einschließlich 2017.

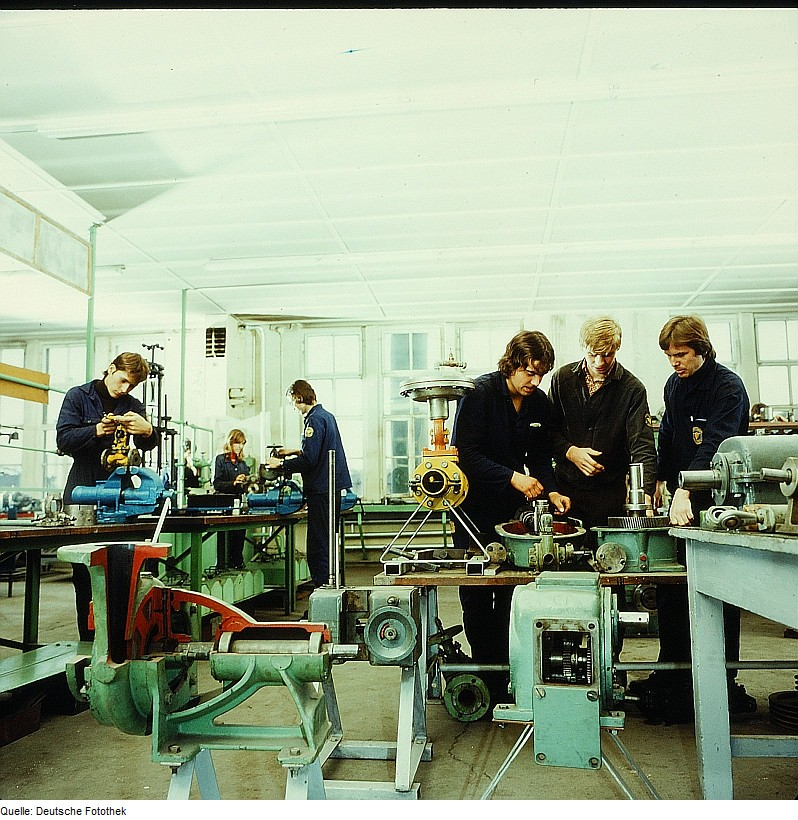
Qualifizierung der Facharbeiter in der Lehrwerkstatt

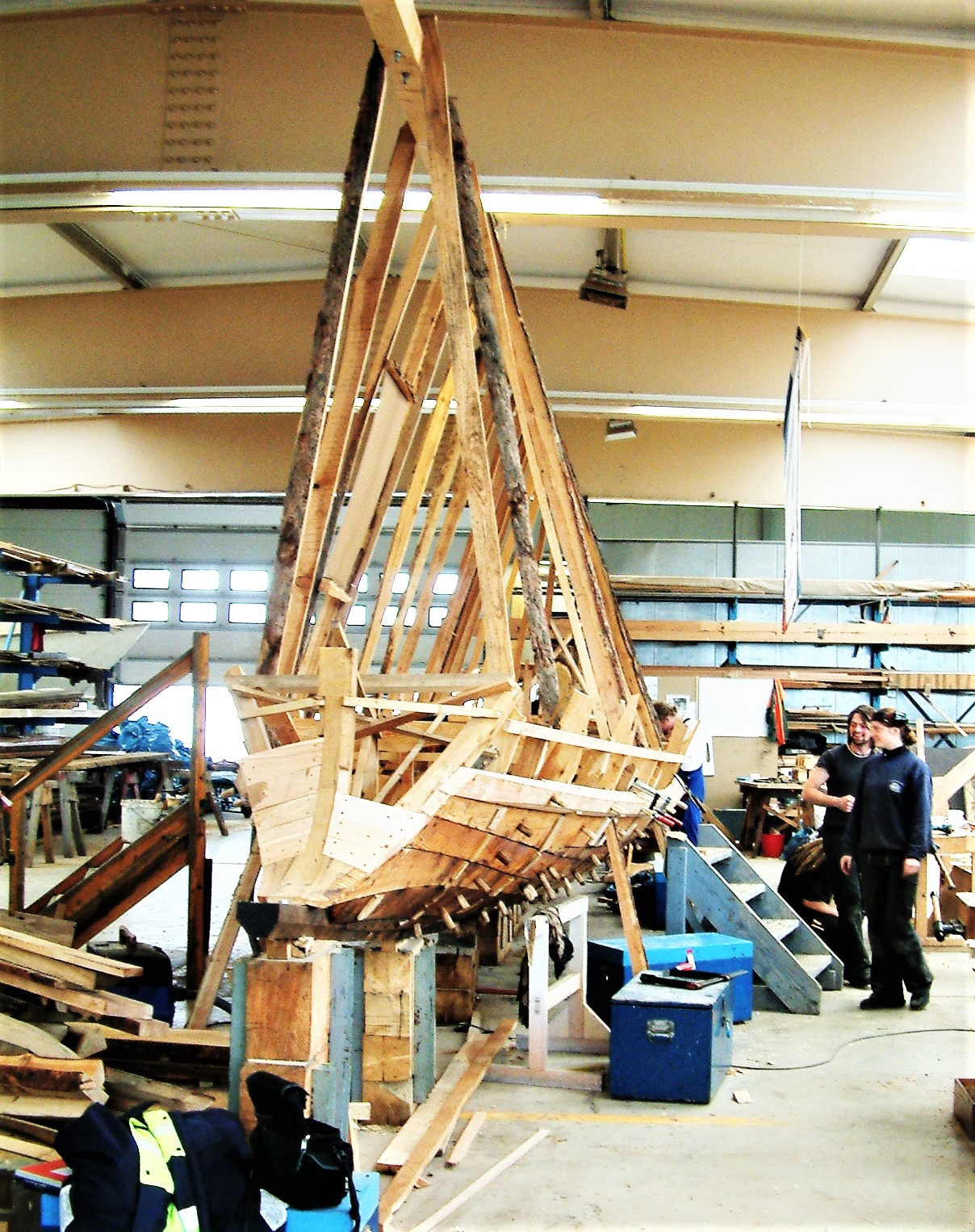
Qualifizierung und Motivierung von Jugendlichen

### Beispiel: 5. Maßnahmen für gute Ausbildung und Beschäftigung
Im Programm zur Qualifizierung und Integration von Langzeitarbeitslosen sollten  2.800 überwiegend Langzeitarbeitslose bis 2012 wieder in den ersten Arbeitsmarkt zu integriert werden. Dafür standen 80 Mio. € an Fördermitteln zur Verfügung. Die Hafenwirtschaft war erfolgreich und hat über 4.200 Langzeitarbeitslosen eine Berufsperspektive angeboten.
Zitat

„Beschreibung der Maßnahmen zu Punkt 5
- Unter der Voraussetzung, dass sich das Umschlagwachstum in den deutschen Häfen wie in der Seeverkehrsprognose 2030 vorhergesagt entwickelt, wird die deutsche Seehafenwirtschaft 1.000 überwiegend Langzeitarbeitslose bis 2020 dauerhaft einstellen.
- Die Bundesagentur für Arbeit (Agenturen für Arbeit und Jobcenter) fördert die Qualifizierung und Einstellung der 1.000 vorwiegend Langzeitarbeitslosen sowie die Stabilisierung von Beschäftigungsverhältnissen über das Programm WeGeBAU (Weiterbildung von Geringqualifizierten und Beschäftigter Älterer in Unternehmen) mit bis zu 30 Mio. €.
- Die Sozialpartner werden diesen Prozess tarifpolitisch flexibel begleiten.“

### Auswirkungen
Durch die Maßnahmen entstehen in strukturschwachen Regionen neue Arbeitsplätze

### Verantwortung
Hafenbetreiber und Hafenbetriebe sowie die Bundesagentur für Arbeit (BA) stehen in der Verantwortung.

### Haushaltsrelevanz
Die Hafenwirtschaft und die Bundesagentur für Arbeit tragen die Kosten der Maßnahmen

### Umsetzungszeiträume
Erfolgreiche Umsetzung der Maßnahmen bis einschließlich 2021.

## Umsetzung
Auf die Kleine Anfrage der Abgeordneten Valerie Wilms, Matthias Gastel und anderen zur Umsetzung des Nationalen Hafenkonzepts 2015 wurden am 27. November 2015 in der Antwort (Drucksache 18/6851 Deutscher Bundestag  18. Wahlperiode)
der Bundesregierung ausführlich auf 11 Seiten Stellung genommen. Darin wurde beschrieben, welche der  einzelnen Maßnahmen des Nationalen Hafenkonzepts bis zu diesem Zeitpunkt abgeschlossen wurden und woran noch gearbeitet wird.
Die Steuerung des Nationalen Hafenkonzeptes erfolgt durch die Steuerungsgruppe. Die  Steuerungsgruppe wird von dem zuständigen beamteten Staatssekretär des BMVI geleitet. Weitere Mitglieder der Steuerungsgruppe sind jeweils ein Staatssekretär oder Vertreter der Binnenländer, der Nordseeanrainer- und der Ostseeanrainerländer. Weiterhin sind die Präsidenten der wichtigsten Hafen-, Logistik- und Wirtschaftsverbände Mitglieder der Steuerungsgruppe, die auch indirekt an der Umsetzung beteiligt sind.